# Afonso Cautela
Afonso Joaquim Fernandes Cautela (Ferreira do Alentejo, 1933 - Lisboa, 29 de Junho de 2018) foi um jornalista, escritor e ecologista português. Destacou-se principalmente pelas suas causas ecologistas, tendo sido o primeiro jornalista em Portugal que chamou a atenção do público para os problemas do meio ambiente.

## Biografia

### Nascimento e formação
Afonso Cautela nasceu na vila de Ferreira do Alentejo, em 1933.
Estudou no Magistério Primário de Faro, tendo concluído o curso em 1956. Enquanto estudava, escreveu alguns poemas para o jornal A Escola Nova, que era publicado pelos alunos daquela instituição.

### Carreira profissional
Exerceu como professor do ensino primário, embora tenha começado desde logo a trabalhar no jornalismo. Na década de 1950, ajudou a publicar o jornal algarvio O Pintassilgo. Depois foi um dos fundadores do suplemento cultural Ângulo das Artes e das Letras, parte do jornal quinzenário A Planície, publicado na vila de Moura, no Alentejo. Este suplemento teve uma grande influência a nível nacional, tendo ajudado a lançar uma nova geração de escritores. Em 1958, fundou e foi editor do periódico Zero: Cadernos de Convívio, Crítica e Controvérsia, de Ferreira do Alentejo, que só durou dois números. Em 1959, abandonou a carreira de professor e foi viver para Lisboa. Nos inícios da década de 1960, esteve integrado no Serviço de Bibliotecas Itinerantes da Fundação Calouste Gulbenkian.
Desde 1965 até à reforma, dedicou-se inteiramente ao jornalismo. Trabalhou em vários jornais, incluindo o República de 1965 a 1968, O Século de 1972 a 1977, e A Capital e 1982 a 1996. Neste último periódico foi responsável pela Crónica do Planeta Terra durante mais uma década, que se debruçava sobre as questões do consumo e da ecologia.
Ao mesmo tempo manteve uma carreira como poeta, tendo lançado três livros de poesia, Espaço Mortal em 1960, O Nariz em 1961, e Campa Rasa e Outros Poemas em 2011. Em 1965, foi responsável pela organização de duas antologias, Poesia Portuguesa do Pós-Guerra 1945-1965, em conjunto com Serafim Ferreira, e uma recolha de Raul de Carvalho (Poesia 1949-1958), com Liberto Cruz. Esteve integrado na antologia 800 Anos de Poesia Portuguesa, que foi organizada por Orlando Neves e Serafim Ferreira em 1973, e em 2007 colaborou na obra colectiva Poesia em Verso, com Vítor Silva Tavares e Rui Caeiro. Também fez parte da antologia Surrealismo Abjeccionismo, publicada por Mário Cesariny em 1963. Publicou igualmente vários ensaios, principalmente sobre a temática do ambiente, destacando-se as obras Ecologia e Luta de Classes, Depois do Petróleo, e Dilúvio e Contributo à Revolução Ecológica.
Foi um apoiante da causa ecologista desde o período anterior à Revolução de 25 de Abril de 1974, tendo sido uma das primeiras figuras portuguesas a alertar o público contra a poluição. Foi um dos fundadores do Movimento Ecológico Português em 1974, para o qual iniciou e dirigiu o jornal Frente Ecológica. Também foi um dos responsáveis pela criação do Comité Anti-Nuclear de Lisboa e da divisão portuguesa da associação internacional Amigos da Terra (Friends of the Earth). Foi o primeiro jornalista a alertar para vários problemas ecológicos, como a poluição nas vias aquáticas, a plantação de eucaliptos, a ocupação industrial de Sines, e os planos para construir uma central nuclear em Ferrel. Também apoiou a causa dos direitos dos animais.

### Falecimento
Faleceu em 29 de Junho de 2018, na cidade de Lisboa, aos 85 anos de idade. O féretro ficou em câmara ardente na Igreja da Figueirinha, em Oeiras, e o funeral teve lugar no dia seguinte, no cemitério daquela localidade.

## Homenagens
Em 2017, José Carlos da Costa Marques lançou a antologia Lama e Alvorada, Poesia Reunida de Afonso Cautela (1953-2017) - I Volume: Inéditos e Dispersos.
Em 30 de Junho de 2018, o Ministro da Cultura, Luís Filipe de Castro Mendes, emitiu uma nota de pesar pelo falecimento de Afonso Cautela. No dia seguinte, foi homenageado na Assembleia da República, e em 3 de Julho, a Assembleia Municipal de Lisboa aprovou por unanimidade um voto de pesar pelo falecimento de António Cautela, que tinha sido proposto pelo grupo Municipal do Movimento o Partido da Terra. Em Novembro, a Junta de Alcântara e a Associação Academia Hipócrates organizaram uma homenagem a Afonso Cautela, no edifício da Junta de Freguesia de Alcântara, em Lisboa.